# Rapero

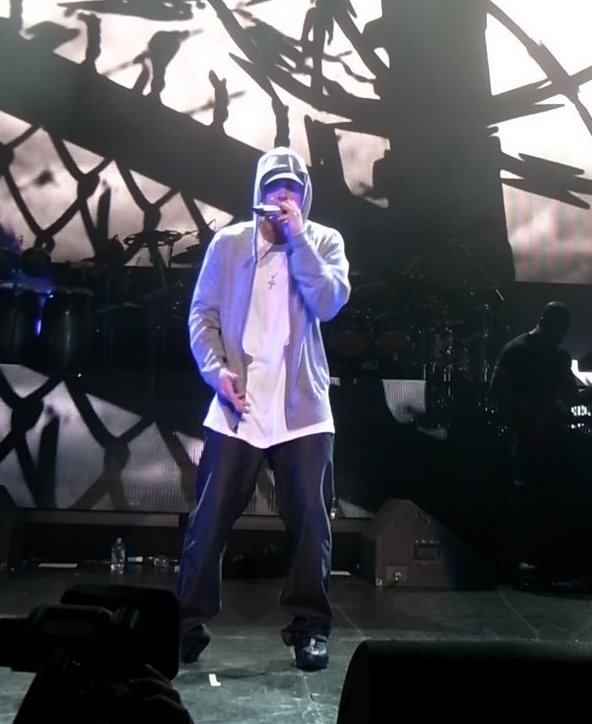
Eminem en DJ Hero Party.

Un rapero es un cantante del género rap, que con su voz interpreta una improvisación o una letra ya escrita. El rapero normalmente acompaña su voz con un beat, una pista instrumental o a capela, sin generar variaciones en la tonalidad, melodía o afinación, ya que en el rap no es muy requerido, principalmente porque la técnica del rapero se basa más en el control del aire, la agilidad para pronunciar las palabras de sus letras, improvisaciones y en la recitación con rimas. 
La técnica que se emplea en el género musical rap a través de la voz, se conoce como «rapear», mientras que los exponentes que realizan dicha acción son catalogados como «raperos» o con la sigla MC (Master of Ceremony). Aunque el término «rapero» es más común para el cantante de rap, también podría referirse a un bailarín de hip hop, más conocido como breakdancer en la cultura homónima.

## Historia del origen de los raperos
A finales de los años 1960 y 70 un nuevo género artístico surge en las barriadas pobres de Nueva York, influenciado por el soul, el funk e incluso ritmos latinos.
Esta es la explicación mejor aceptada; no obstante, se han hecho investigaciones que sugieren que, en el caso del surgimiento del Rap actual, se dio el extraño fenómeno de la simultaneidad, pues surgió a la par en al menos 3 países distintos: Estados Unidos, España y Francia.
Poco a poco, los seguidores del género (que en general eran muchachos de origen muy humilde, oprimidos) empiezan a crear un género donde para ellos la opresión no existe, donde pueden sentirse parte de un grupo, un género que más tarde se convirtió en un estilo de vida, el cual llegó a su punto más alto a mediados de los 90. Pese a los cambios y tendencias diversas, siempre conservó la misma ideología, que en los últimos años se refinó como "filosofía de vida".
"Creamos algo de la nada", dice Lord Jamar en el documental "Cómo hacer rap". Que en los 70 y 80, la economía de los barrios negros era tan escasa, que a pesar de que descendientes afroamericanos tenían un pasado musical, fueron despojados de sus instrumentos, las escuelas dejaron de enseñar música, por lo que el único aparato que quedó en casa, eran los tocadiscos, esos aparatos viejos con los que un LP podía reproducirse, fueron el instrumento del cual se apropiaron los primeros raperos, sobre drums de Soul, Funk y blues, escribieron sus primeras rimas, crearon algo de la nada, crearon la música del Hip-Hop.

## Ideología
El rap no define simplemente un género musical o un estilo de vestimenta, sino toda una particular ideología comprometida en muchos aspectos con lo social, lo político y de mayor o menor forma con la vida urbana, o al menos fue así en sus inicios, ya que sus líricas frecuentemente se referían a la lucha de las clases pobres negras en una sociedad blanca, la búsqueda de una identidad propia en un contexto urbano y caótico.
Luego la maquinaria de la industria musical se interesó en el género (a mediados de los años 80 y 90), fue "transformándolo" hasta convertirlo en un producto de consumo masivo. Al mismo tiempo, dos factores decisivos lo han influenciado globalmente: por un lado, la apología a un estilo de vida con más referencia a los barrios bajos, que estaba unido con el uso de armas, drogas o luchas entre bandas dentro del barrio, y por otro lado el materialismo; la idealización de un modo de vida banal, en donde la exhibición de atuendos costosos (Gucci, Versace) licores (como Cristal y Rémi Martin) autos Mercedes Benz, olvidando la ideología principal del Hip Hop. A menudo quienes logran el mayor reconocimiento son aquellos que resaltan lo negativo, porque las personas que escuchan este tipo de música quieren oír lo que es real, lo que ellos viven, y en cierto modo se sienten identificados con este tipo de música y les hace sentir que no son los únicos que viven ciertas experiencias y problemas, sino que hay más gente igual, y eso también crea una conexión entre los que escuchan ese tipo de música. “Keeping it real” Mantener la autenticidad terminó convirtiéndose meramente en otra frase de moda. Suena bien. Pero ha sido rebajada, pervertida. Lo importante no es mantener la autenticidad,
sino hacer lo correcto.
Por ejemplo, los raperos hacen un culto del “bling-bling”.
¿Realmente
viven con tantos lujos? ¿No tienen otros problemas, otros intereses? ¿Qué es
lo que los conmueve? De eso nos gustaría que hablen. Entablen un diálogo
con la gente. Opinen sobre las cosas que pasan en el barrio.
Estos grupos han sido criticados por gente que cree que es una forma de vida violenta referente al uso de armas y drogas, pero todo esto es una forma de ver el hip hop de una manera equivocada olvidándose de su origen mismo.
El hip hop ha variado mucho en su transcurso hacia Latinoamérica y España mostrando rasgos hasta entonces desconocidos del Hip Hop.
En su evolución, también se ha generado grupos que siguen una corriente menos comercial y apegada a los inicios del movimiento, siendo también partidarios de ideologías revolucionarias, dándole al hip hop una connotación de herramienta de lucha. En muchos países se puede encontrar raperos que rechazan una forma de vida rodeada de lujos, materialismo, y violencia. Otros dan énfasis a la creación de un hip hop más artístico, profundo y poético.
En Colombia, la juventud se sintió igualmente atraída por esta música, inicialmente en las comunas de Medellín, Cali y Bogotá. Con el paso del tiempo, se expandió al resto del país. Desde muy temprana edad, los adolescentes empiezan a involucrarse en un ambiente desproporcionado a los que se esperaría para crecer. Pero las difíciles condiciones en las que viven los hacen adoptar otras posturas y maneras de ver el mundo que no son las adecuadas para su edad. Sin poder estudiar tienen que trabajar y en un país donde el desempleo abunda su opción es el dinero fácil. Esto acrecienta la problemática social generando violencia, inseguridad y descontrol de la autoridad donde empieza a imperar la ley del más fuerte. La música Rap es una salida y una opción de vida para que los jóvenes vuelvan a ser jóvenes.
También se ha criticado debido a que han ido con los años creando barriadas, atemorizando a la gente y de más actos delictivos apartándose la verdadera intención con la que fue creado este movimiento.

## Vestimenta y estilo

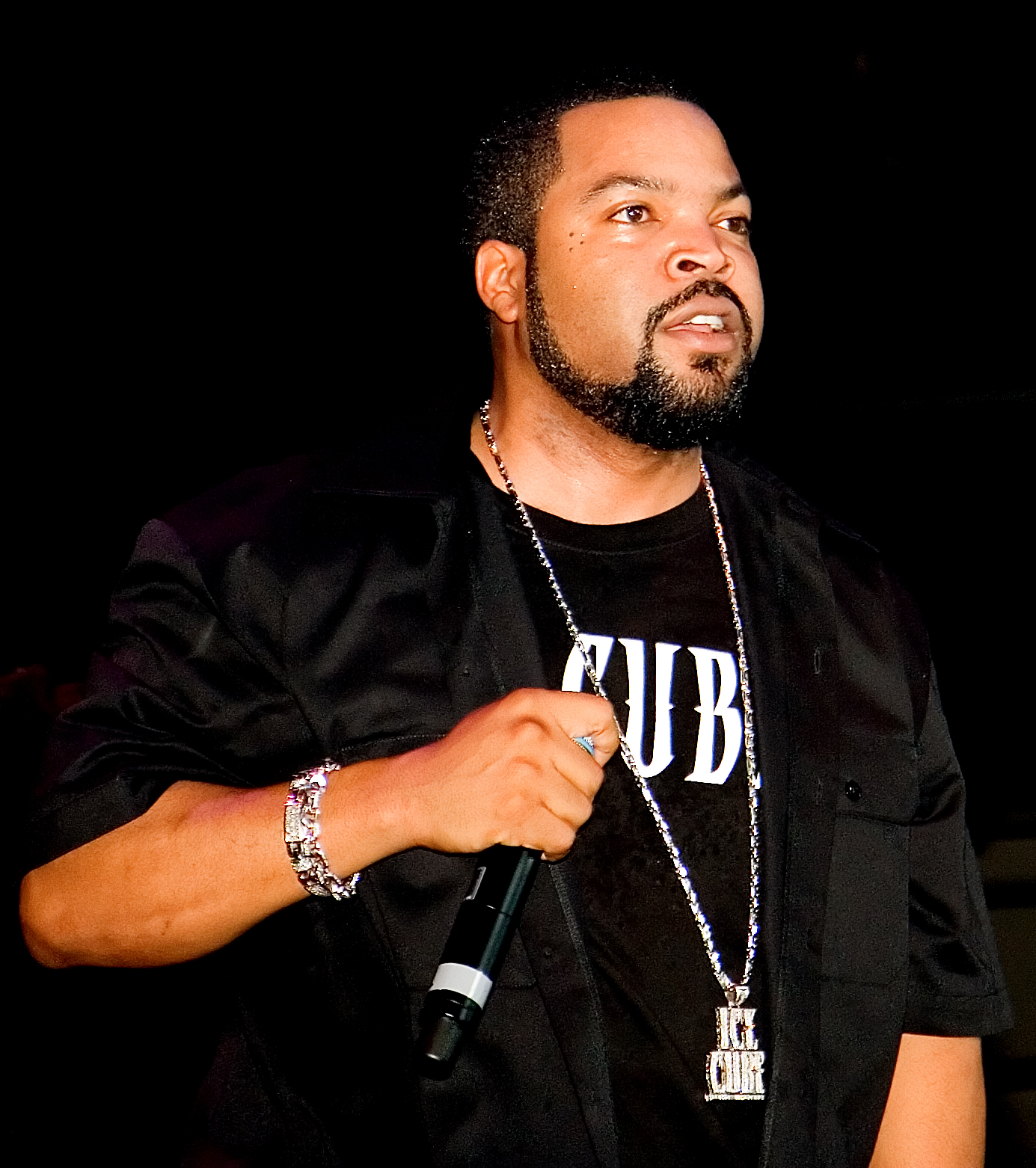
Ice Cube en Toronto en 2006.

El rapero común no tiene un estilo y vestimenta definido actualmente, ya que estos pueden variar de acuerdo a la época. En general el modo en el que visten coloquialmente es llamado old school, que hace referencia a la edad de oro del hip hop de los 90, los pertenecientes a esta década se visten con camiseta ancha, pantalones anchos o recortados, remerones anchos, calzado de baloncesto en algunos casos se usan cadenas.
Pero hay otra forma de vestir llamada new school esta hace referencia a los "2000" los de esta década se viste con la misma remera ancha, pantalones y suéteres más cortos que la old school, gorra, estampados y calzados de baloncesto, los colores de su atuendo podrían estar definidos por su pertenencia al grupo urbano particular.
Pero también la vestimenta puede ser de acuerdo al subgénero y/o zona donde escuchan el hip hop, ya que por ejemplo los raperos de electro hop con los raperos de gangsta rap no visten lo mismo y no tienen las mismas características generales, o los raperos del rap español con los del West Coast rap no tienen las mismas cualidades, visiones, vestimenta y objetivos.